# Locomotiva FS 450
Le locomotive del gruppo 450 erano una serie di 8 macchine, a vapore saturo e semplice espansione, a quattro assi accoppiati con tender, alimentate a carbone, che le Ferrovie dello Stato acquisirono, in seguito alla statizzazione delle ferrovie nel 1905, insieme agli impianti della Rete Adriatica.

## Storia
Le locomotive, in numero di otto, vennero acquisite nel 1883 dalla Società italiana per le strade ferrate meridionali. Erano state costruite dalla fabbrica di locomotive a vapore Borsig di Berlino.
Le unità vennero immatricolate come gruppo RA 450 e classificate progressivamente 4501-4508. Passate alle FS dopo il 1905 ricevettero l'immatricolazione come gruppo FS 450 ma a differenza di altre non mantennero nel passaggio il loro numero progressivo originario dato che le Ferrovie dello Stato le considerarono divise in due sottoserie, prima e seconda in funzione delle differenze esistenti.

## Caratteristiche
Le locomotive del Gruppo 450 FS erano a vapore saturo e a semplice espansione con 2 cilindri esterni e distribuzione a cassetto piano con meccanismo del tipo Walschaerts per le unità (ex RA 450) 1, 4 e 5 e Stephenson per le restanti 5 macchine. Il rodiggio era 0-4-0, a quattro assi accoppiati con azionamento della biella motrice sul terzo asse e diametro delle ruote di 1280 mm. Erano quindi macchine adatte al servizio merci più gravoso e a bassa velocità. Nonostante costituissero un gruppo piuttosto piccolo, in tutto otto unità, vennero realizzate con alcune differenze.
La caldaia aveva una pressione di taratura di 10 bar ma variava la sua lunghezza, di 7.484 mm nelle FS 4501 e 4503, che costituirono la prima serie secondo le FS e di 7.785 nelle altre. Il volume di acqua (misurato con 10 cm di altezza sul cielo del forno) era di 4,95 m³, con 2,5 m³ di vapore nelle 4501 e 4503; di 5,9 m³, con 2,4 m³ di vapore, nelle unità 4502, 4505 e 4508 (che costituivano la seconda serie) e di 5,76 m³, con 2,4 m³ di vapore, nelle unità 4504, 4506 e 4507 (considerate anch'esse di seconda serie nonostante alcune differenze). La produzione oraria di vapore asciutto era uguale per tutte, 6.740 kg e così anche la potenza sviluppata di 620 hp e lo sforzo di trazione sviluppabile, massimo (11.850 kg) e continuo (5.600 kg alla velocità di 30 km/h). 
Variava però lo sforzo di trazione allo spunto, corrispondente al coefficiente di aderenza 1/7, in funzione delle differenti ripartizioni dei carichi assiali:
Nella prima serie era di 6.860 kg con carico per i quattro assi rispettivamente di 12, 11,9, 12,7 e 11,4 t;

di 7.440 kg (per le unità FS 4502, 4505, 4508 che erano più pesanti) con carico assiale di 12,3, 13,3, 13,8 t e 12,6
 e di 7.230 kg (per le FS 4504, 4506, 4507) con carico per asse di 13, 12,9 13,3 e 11,4 t.
Differenti anche il numero di tubi bollitori da 50/45 mm che erano 228 (1 serie) per una superficie di riscaldamento di 137 m², e 241 sulle altre, tutti di ugual lunghezza (4.250 mm), con superficie riscaldante di 144,83 m² ma differivano per quella complessiva rispettivamente, 146,27, 156,43 e 154,60 m².
Uguali erano le dimensioni in lunghezza del forno 2.050 mm ma diversa la larghezza e l'altezza: 1.080 mm e 1.275 mm (1 serie), 1.240 mm e 1.635 mm e infine 1.240 mm e 1.250 mm. La griglia del forno aveva, rispettivamente, la superficie di 2,10 m² e 2,05 m².
Il meccanismo motore era a 2 cilindri che avevano il diametro di 530 mm e facevano una corsa di 660 mm.
La massa delle locomotive variava secondo la serie: 48 t, 52 t e 50,6 t tutte aderenti. Il peso a vuoto rispettivo era di 42,8 t 46 t e 44,7 t.
Il tender era a tre assi con massa complessiva di 26,8 t. Il carico di carbone era di 4,5 t mentre il carico d'acqua era di 9 m³.
Le locomotive erano munite di solo freno a controvapore e di freno a mano agente sulle ruote del tender.
La velocità massima raggiungibile era di 45 km/h.